# Asylum Cave
Asylum Cave är det franska brutal death metal-bandet Benighteds sjätte studioalbum, utgivet i mars 2011 på Season of Mist, bandets första musiksläpp på detta bolag. Albumet gavs även ut i begränsad digipakutgåva.
Asylum Cave gästades av bland andra Mike Majewski (Devourment) och Sven de Caluwé (Aborted).
En musikvideo spelades in till "Let the Blood Spill Between My Broken Teeth".

## Låtlista
1. "Asylum Cave" – 3:30
2. "Let the Blood Spill Between My Broken Teeth" – 3:51
3. "Prey" – 3:53
4. "Hostile" – 2:39
5. "Fritzl" – 4:36
6. "Unborn Infected Children" – 4:07
7. "The Cold Remains" – 3:58
8. "A Quiet Day" – 3:39
9. "Shadows Descend" – 2:57
10. "Swallow" – 3:00
11. "Lethal Merycism" – 3:34
12. "Drowning" – 5:19

Bonusspår på digipakutgåvan
1. "Wrath" (Nasum-cover) – 2:08

## Medverkande
Musiker
- Julien Truchan – sång
- Olivier Gabriel – gitarr
- Liem N'Guyen – gitarr
- Eric Lombard – basgitarr
- Kevin Foley – trummor

Bidragande musiker
- Dirk Bretträger – scratching
- Freddy Kroeger – gitarr
- Asphodel – spoken word
- Mike Majewski – sång
- Sven de Caluwé – sång

Produktion
- Kristian Kohlmannslehner – producent, inspelningstekniker, mixning, mastering
- Kai Stahlenberg – inspelningstekniker
- Sven de Caluwé – design, albumkonst, omslagskonst
- Anthony Dubois – foto